# Taraxacum obovatum
Il tarassaco obovato (nome scientifico Taraxacum obovatum (Willd.) DC., 1808) è una specie di pianta angiosperma dicotiledone appartenente alla famiglia Asteraceae.

## Etimologia
Il nome generico (Taraxacum) deriva dall'epoca medioevale (probabilmente dalla lingua arbo-persiana) "Talkh chakok" e significa "erba amara". In Europa tale nome è stato introdotto dal botanico di Francoforte Adam Lonitzer nel XV secolo. Secondo altre etimologie il nome del genere potrebbe derivare dal verbo greco "tarasso" (io guarisco) in riferimento alle molteplici proprietà dei succhi lattiginosi dei rizomi di queste piante. L'epiteto specifico (obovatum) significa obovato e si riferisce alle foglie a forma di uovo rovesciato, ossia con la parte più ampia verso l'apice e quella stretta alla base della foglia.

Il binomio scientifico di questa pianta inizialmente era Leontodon obovatus ( = basionimo), proposto dal botanico, farmacista e micologo tedesco Carl Ludwig Willdenow (Berlino, 22 agosto 1765 – Berlino, 10 luglio 1812) nella pubblicazione "Systema Plantarum 3(3): 1546" del 1803, modificato successivamente in quello attualmente accettato Taraxacum obovatum proposto dal botanico e micologo svizzero Augustin Pyrame de Candolle (1778-1841) nella pubblicazione "Mém. Agric. Soc. Agric. Dépt. Seine 11: 15" del 1808.

## Descrizione

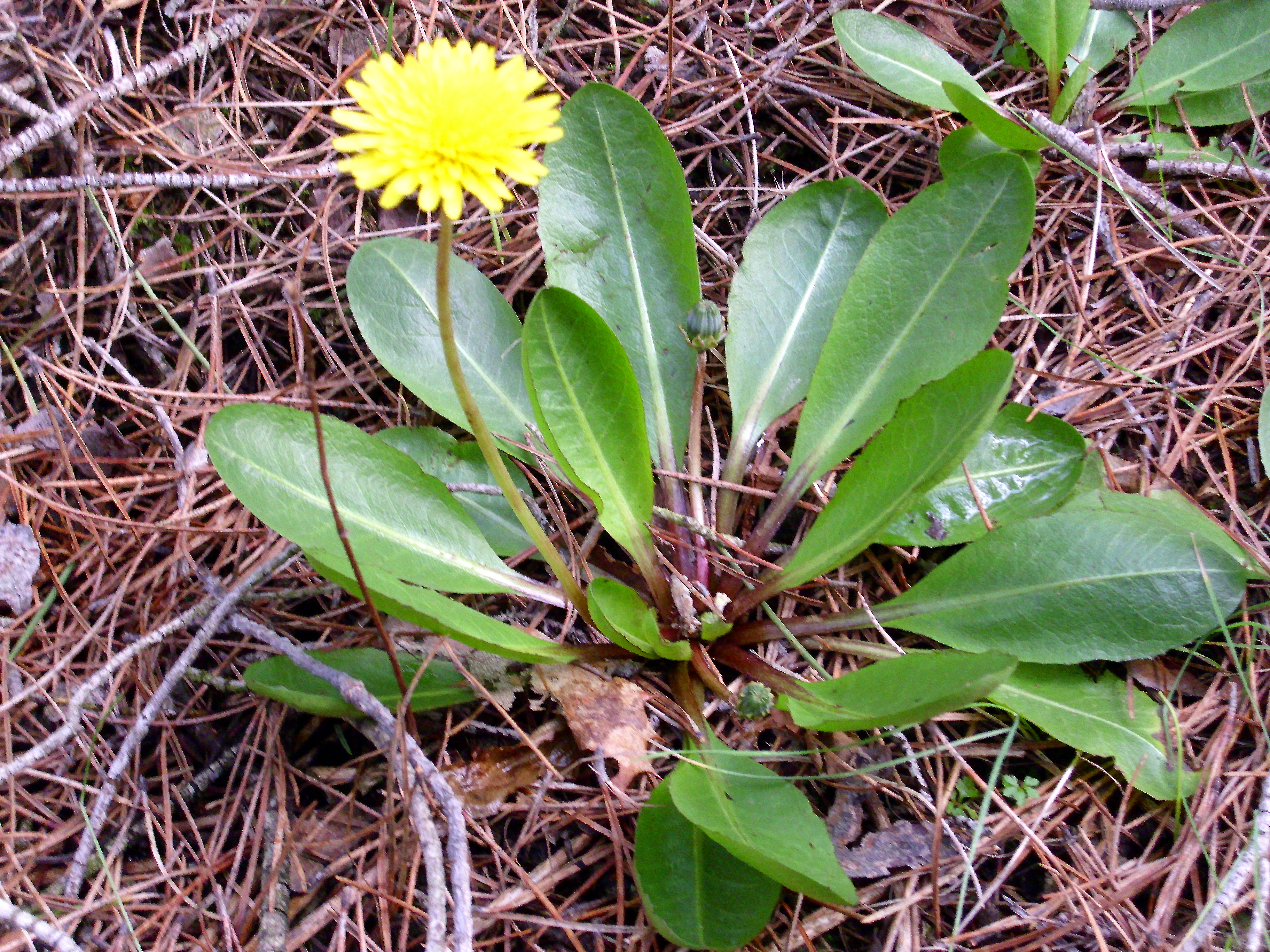
La rosetta basale

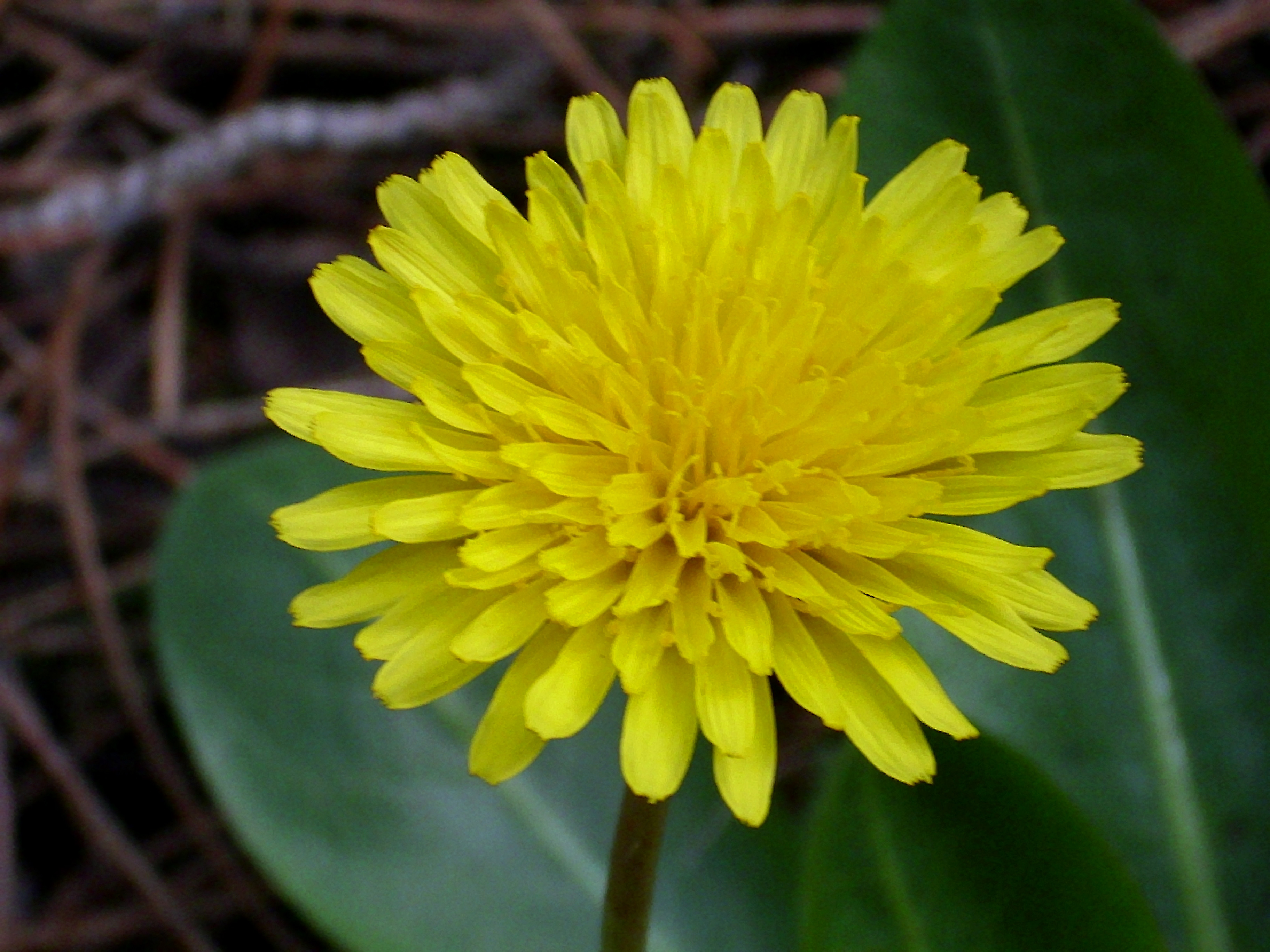
L'infiorescenza

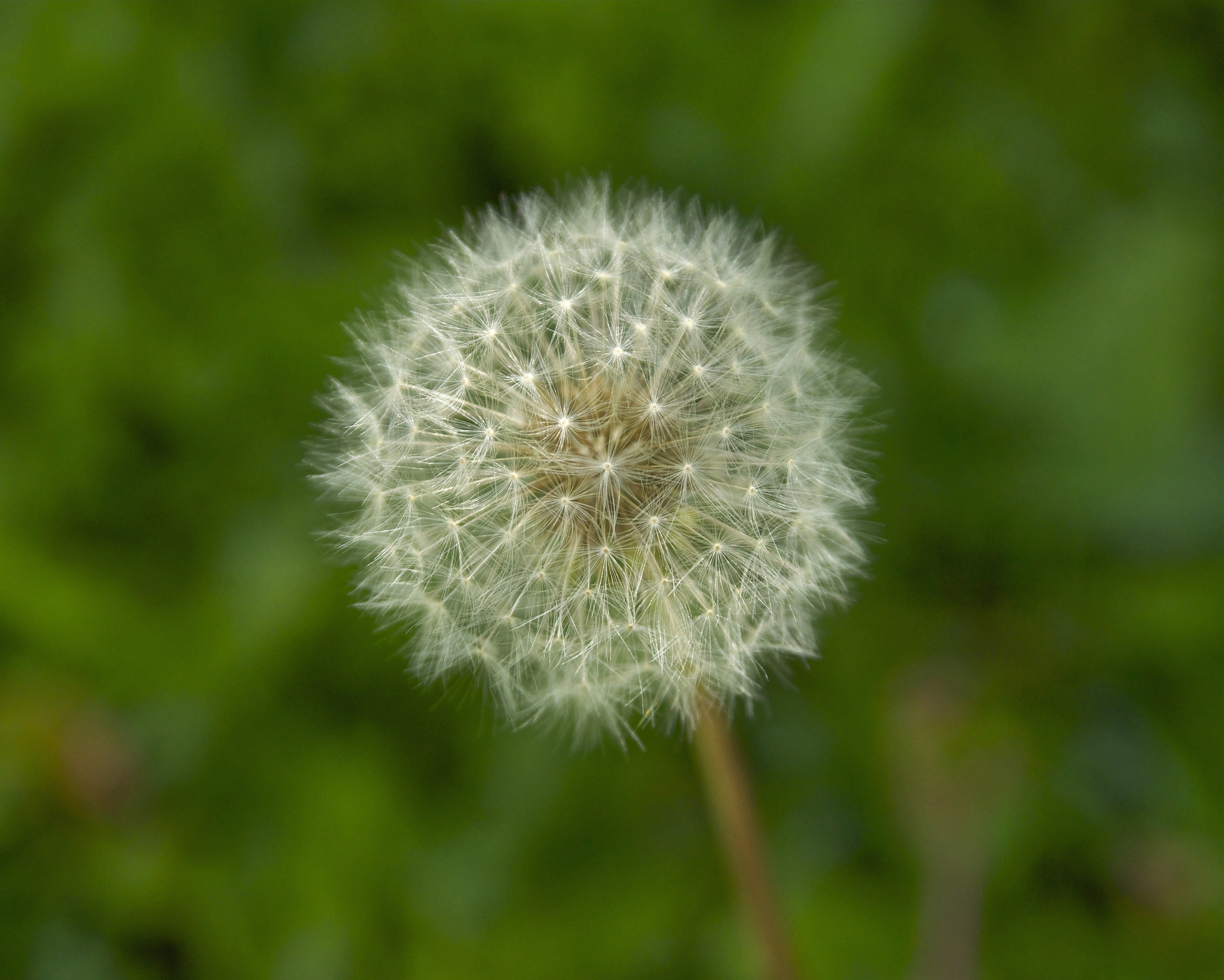
Il pappo

Habitus. Le piante di questa specie raggiungono una altezza compresa tra 5 e 10 cm, sono piccole e delicate. La forma biologica è emicriptofita rosulata (H ros), ossia sono piante erbacee, a ciclo biologico perenne, con gemme svernanti al livello del suolo e protette dalla lettiera o dalla neve e hanno le foglie disposte a formare una rosetta basale. La riproduzione delle specie di questo genere può avvenire normalmente per via sessuale oppure anche in modo apomittico.
Radici. Le radici sono dei grossi fittoni con una tunica formata da fibre poco addensate. Il fittone è perenne e quando aumenta in grossezza la sua lunghezza si espande e si contrae alternativamente. Nella radice è presente un lattice amaro.
Fusto. La parte aerea del fusto è assente: dalla parte apicale del rizoma, posto al livello del suolo, emerge direttamente la rosetta basale e uno o più peduncoli cavi e afilli dell'infiorescenza.
Foglie. Le foglie sono quasi sempre appressate al suolo, la consistenza è sottile e sono colorate di verde scuro lucido; la disposizione sul caule è alterna; il picciolo è breve e quasi sempre alato e di colore verde chiaro; la lamina ha una forma obovata; i margini sono interi o debolmente dentati.
Infiorescenza. Le infiorescenze sono composte da diversi singoli capolini peduncolati. I peduncoli sono lanosi (soprattutto nella prima parte dello sviluppo). I capolini sono formati da un involucro a forma da campanulata a oblunga composto da brattee (o squame) disposte su 2 serie in modo embricato, all'interno delle quali un ricettacolo fa da base ai fiori tutti ligulati. Le squame si dividono in interne ed esterne. Quelle interne sono strette, erette e tutte uguali. Le squame esterne sono debolmente pruinose, i margini sono lievemente membranosi ma comunque molto sottili e gli apici sono appuntiti (i "cornetti" sono grandi ed evidenti); all'antesi sono ribattute verso il basso. Il ricettacolo è piano e butterato (alla fine diventa convesso), è inoltre nudo, ossia privo di pagliette a protezione della base dei fiori. Diametro dell'infiorescenza: 25 – 30 mm.
Fiori. I fiori sono tutti del tipo ligulato (il tipo tubuloso, i fiori del disco, presente nella maggioranza delle Asteraceae, qui è assente), sono tetra-ciclici (ossia sono presenti 4 verticilli: calice – corolla – androceo – gineceo) e pentameri (ogni verticillo ha 5 elementi). I fiori sono ermafroditi e zigomorfi.
- Formula fiorale:

*/x K {\displaystyle \infty }, [C (5), A (5)], G 2 (infero), achenio
- Calice: i sepali del calice sono ridotti ad una coroncina di squame.
- Corolla: le corolle sono formate da una ligula terminante con 5 denti. Il colore è giallo chiaro; esternamente sono presenti delle striature grigie.
- Androceo: gli stami sono 5 con filamenti liberi, mentre le antere sono saldate in un manicotto (o tubo) circondante lo stilo.[20] Le antere sono prive di codette e alla base sono acute.  Il polline è tricolporato.[21]
- Gineceo: lo stilo è filiforme con peli sul lato inferiore degli stigmi; gli stigmi dello stilo sono due divergenti. L'ovario è infero uniloculare formato da 2 carpelli.
- Fioritura: da maggio a luglio.

Frutti. I frutti sono dei piccoli acheni grigio-brunastri, angolosi con becco e pappo finale; sono provvisti di un piccolo apice; la superficie nella parte superiore (in prossimità del becco) è ricoperta da numerosi tubercoli ed aculei; il becco è lungo una volta e mezza la lunghezza dell'achenio. Il becco dei frutti più interni è più sottile e fragile. Il pappo è formato da numerose setole bianche (peli semplici). Alla maturazione il colore degli acheni non si presenta mai con una componente rossastra, presente invece in altre specie simili.

## Biologia
- Impollinazione: l'impollinazione avviene tramite insetti (impollinazione entomogama tramite farfalle diurne e notturne).
- Riproduzione: la fecondazione avviene fondamentalmente tramite l'impollinazione dei fiori (vedi sopra).
- Dispersione: i semi (gli acheni) cadendo a terra sono successivamente dispersi soprattutto da insetti tipo formiche (disseminazione mirmecoria). In questo tipo di piante avviene anche un altro tipo di dispersione: zoocoria. Infatti gli uncini delle brattee dell'involucro si agganciano ai peli degli animali di passaggio disperdendo così anche su lunghe distanze i semi della pianta.

## Distribuzione e habitat

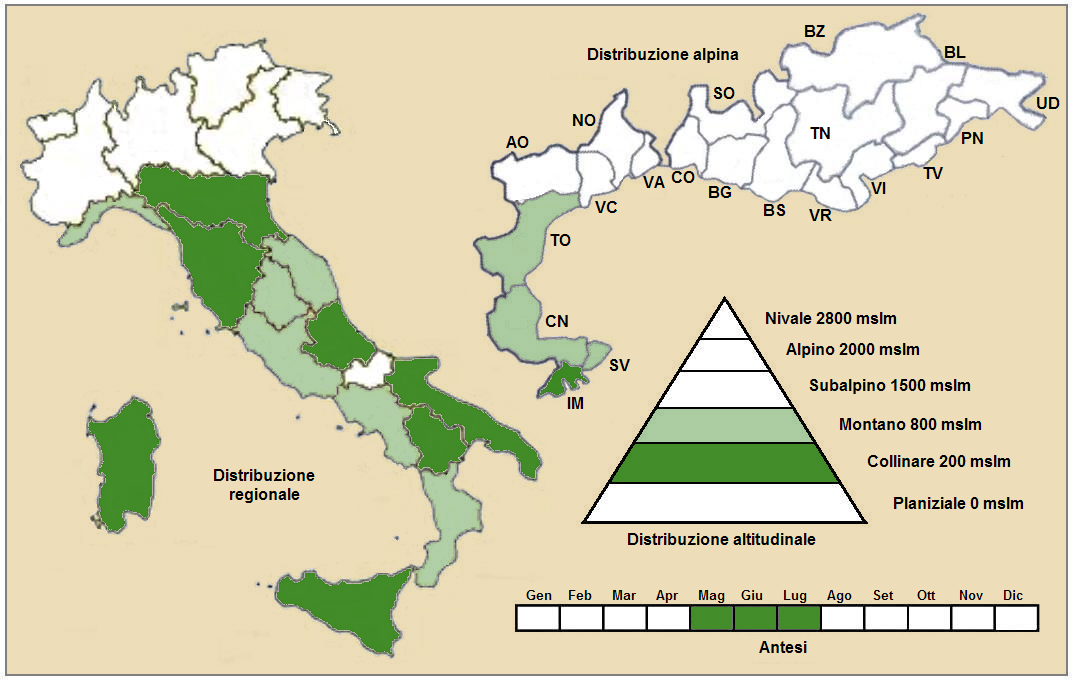
Distribuzione della pianta
(Distribuzione regionale – Distribuzione alpina)

- Geoelemento: il tipo corologico (area di origine) è Orofita - Ovest Mediterraneo.
- Distribuzione: in Italia è raro e si trova soprattutto negli Appennini e nelle isole. Nelle Alpi è presente in Francia (dipartimenti di Alpes-de-Haute-Provence, Hautes-Alpes, Alpes-Maritimes, Drôme, Isère). Sugli altri rilievi europei si trova nel Massiccio Centrale e Pirenei.[23] Oltre all'Europa occidentale, questa specie si trova in Africa (Marocco, Algeria e Tunisia).[24][25]
- Habitat: l'habitat tipico per queste piante sono i prati, i bordi delle vie e in genere gli ambiente antropizzati; ma anche gli incolti, gli ambienti ruderali e le scarpate. Il substrato preferito è sia calcareo che siliceo con pH neutro, alti valori nutrizionali del terreno che deve essere arido.
- Distribuzione altitudinale: sui rilievi queste piante si possono trovare da 1500 a 2400 m s.l.m.[9] (secondo altre fonti la massima altitudine è meno alta[23]); frequentano quindi i seguenti piani vegetazionali: collinare e in parte quello montano.[23]

### Fitosociologia
Dal punto di vista fitosociologico alpino Taraxacum obovatum appartiene alla seguente comunità vegetale:
Formazione: delle comunità perenni nitrofile.
Classe: Thero-Brachypodietea
Ordine: Poetalia bulbosae

## Tassonomia
La famiglia di appartenenza di questa voce (Asteraceae o Compositae, nomen conservandum) probabilmente originaria del Sud America, è la più numerosa del mondo vegetale, comprende oltre 23.000 specie distribuite su 1.535 generi, oppure 22.750 specie e 1.530 generi secondo altre fonti (una delle checklist più aggiornata elenca fino a 1.679 generi). La famiglia attualmente (2021) è divisa in 16 sottofamiglie.

### Filogenesi
Il genere di questa voce appartiene alla sottotribù Crepidinae della tribù Cichorieae (unica tribù della sottofamiglia Cichorioideae). In base ai dati filogenetici la sottofamiglia Cichorioideae è il terz'ultimo gruppo che si è separato dal nucleo delle Asteraceae (gli ultimi due sono Corymbioideae e Asteroideae). La sottotribù Crepidinae fa parte del "quarto" clade della tribù; in questo clade è in posizione "centrale" vicina alle sottotribù Chondrillinae e Hypochaeridinae.
La sottotribù è divisa in due gruppi principali uno a predominanza asiatica e l'altro di origine mediterranea/euroasiatica. Da un punto di vista filogenetico, all'interno della sottotribù, sono stati individuati 5 subcladi. Il genere di questa voce appartiene al subclade denominato "Ixeris-Ixeridium-Taraxacum clade". Nel clade Ixeris-Ixeridium-Taraxacum i primi due generi (Ixeris e Ixeridium) formano un "gruppo fratello", mentre il grande genere Taraxacum è in posizione "basale". In posizione intermedia, questo clade include anche il genere Askellia. [La precedente configurazione filogenetica è basata sull'analisi di alcune particolari regioni (nrITS) del DNA; analisi su altre regioni (DNA del plastidio) possono dare dei risultati lievemente diversi.]
I caratteri distintivi per il genere Taraxacum sono:
- le piante sono rizomatose;
- le foglie sono riunite in rosette radicali;
- le infiorescenze sono formate da capolini solitari e terminali;
- le brattee sono disposte in due serie;
- il tubo della corolla ha all'apice dei ciuffi di lunghi peli;
- i capolini hanno un numero elevato di fiori (fino a 300);
- i numeri cromosomici sono elevati;

Il genere Taraxacum è composto da numerosi "stirpi" o "aggregati" (o sezioni tassonomiche) le cui specie differiscono poco una dall'altra. La causa di questa elevata presenza di "specie collettive" è l'apogamia collegata a processi di poliploidizzazione (spesso sono presenti individui triploidi, tetraploidi, pentaploidi, esaploidi, e oltre). Un altro fattore importante per spiegare le variazioni, oltre alle mutazioni genetiche, è l'ibridazione.

Il successo della diffusione di questo genere (e anche della sua variabilità) è dato inoltre dal fatto che facilmente le sue specie si adattano ad ogni tipo di habitat (per questo in più parti sono considerate piante invasive); oltre a questo il "soffione", l'organo di supporto per la riproduzione, può contenere oltre un centinaio di pappi con relativi semi. 

Altre ricerche hanno collegato la maggiore frequenza della comparsa dell'apogamia in gruppi di specie situate in areali fortemente influenzati dall'antropizzazione; viceversa altri gruppi relegati in ambienti naturali più tranquilli si presentano con minore variabilità e una diploidia più bassa e costante. Per i motivi sopra esposti questo genere viene più facilmente descritto attraverso il concetto di "aggregato" (o specie collettive o sezioni), piuttosto che attraverso singole specie di difficile definizione. Attualmente (2022) il genere Taraxacum è suddiviso in 50 - 60 sezioni (secondo i vari Autori). In Europa sono presenti 35 sezioni, mentre in Italia sono presenti 16 sezioni (con circa 150 specie). La specie di questa voce appartiene alla sezione Obovatum Soest, la cui distribuzione è centrata nell'Europa occidentale e in Africa (Marocco, Algeria e Tunisia).
I caratteri distintivi per le specie di questa sezione sono:
- l'ambiente in genere è ruderale o prativo;
- le foglie sono intere (ovate) o debolmente dentate, glabre e più o meno coriacee;
- le brattee esterne dell'involucro hanno dei cornetti poco evidenti;
- gli acheni colorati di grigio-brunastro hanno una componente rossa evidente;
- il becco è fragile ed è lungo una volta e mezza l'achenio.

Il basionimo per questa specie è:  Leontodon obovatus Willd., 1803
Il numero cromosomico di T. obovatum è: 2n = 32.

### Sinonimi
Questa entità ha avuto nel tempo diverse nomenclature. L'elenco seguente indica alcuni tra i sinonimi più frequenti:
- Leontodon obovatus Willd.
- Leontodon taraxacum var. obovatum (Willd.) Benth.

## Usi (Cucina)
Le parti commestibili di questa pianta sono i fiori, le foglie e la radice. Si può fare del tè (con le foglie essiccate o con i fiori) e del caffè (un surrogato di caffè ricavato dalle radici tostate). Le foglie possono essere mangiate sia cotte che crude.

## Altre notizie
Il tarassaco obovato in altre lingue è chiamato nei seguenti modi:
- (DE)  Ovalblättriger Löwenzahn
- (FR)  Pissenlit obové